# Анжуйская ветвь дома Валуа

Герб анжуйских герцогов из дома Валуа

Дом Валуа-Анжу или Младший Анжуйский дом — ветвь французского королевского дома Валуа, которая правила рядом земель за пределами Франции, включая Неаполитанское королевство.

## История
Бабушка французского короля Иоанна по отцовской линии — Маргарита Анжу-Сицилийская, унаследовала графства Анжу и Мэн от отца, Карла II Неаполитанского из Анжу-Сицилийского дома. Она завещала графство (с тех пор герцогство) Анжу, второму сыну Иоанна II — Людовику I Анжуйскому.
Джованна I Неаполитанская из Анжу-Сицилийского дома, не имея собственных детей, приняла решение передать неаполитанскую корону Людовику в обход Карла из Дураццо. Она усыновила Людовика и объявила его своим наследником. Это положило начало борьбе за неаполитанскую корону между старшим и младшим Анжуйскими домами.
Поначалу Карл из Дураццо и его сын Владислав сохранили за собой Неаполь, в то время как Людовик из наследства Джованны присоединил к своим владениям Прованс. После конфликта Владислава с папством он был отлучён от церкви. Людовик II Анжуйский отправил армию на завоевание Южной Италии; его господство в Неаполе продолжалось с 1389 по 1399 годы.
В 1435 году умерла последняя представительница старшего Анжуйского дома, Джованна II Неаполитанская. Вместе с ней угасла дураццкая линия старшего Анжуйского дома. Перед смертью Джованна усыновила и объявила своим наследником политического союзника — Альфонса Арагонского. Таким образом, у Валуа появился новый конкурент в лице Арагонской династии. Победителем в войне арагонского короля с анжуйским герцогом Рене Добрым вышел первый. В 1442 году он воцарился в Неаполе.
Последний герцог Анжуйской линии — Рене Добрый, герцог Лотарингский — скончался в 1480 году, и герцогство Анжу вернулось в королевский домен. А когда в 1481 году умер и племянник Рене — Карл IV Анжуйский — все Анжуйские владения и имущество вместе с Провансом отошли к французской короне.
Анжуйские притязания на Неаполь унаследовали представители Водемонской линии Лотарингского дома, происходившие от старшей дочери герцога Рене. Эти притязания были использованы для обоснования французской экспедиции против Неаполя во время войны Валуа и Габсбургов (1551—1559). Однако Франсуа, герцог де Гиз потерпел в этом походе сокрушительное поражение.

## Генеалогия
```
Иоанн II Добрый
 (1319-1364), король Франции 
│
├─>
Карл V Мудрый
 (1338-1380), король Франции 
│  │
│  └─>
Валуа

│
├─>
Филипп II Смелый
 (1342-1404), 
герцог Бургундии

│  │
│  └─>
Бургундская ветвь династии Валуа

│
└─>
Людовик I Анжуйский
 (1339-1384),титулярный король 
Неаполя
,граф,затем герцог Анжу и герцог 
Турени
, граф 
Мэна
 и 
Прованса
 
   X 
Мария де Блуа-Шатильон
 (1345-1404), графиня де Гиз
   │
   ├>
Мария
(1370-до 1383)
   │
   ├>
Людовик II Анжуйский
 (1377-1417), титулярный король 
Неаполя
, герцог Анжу, граф 
Мэна
 и 
Прованса

   │  X 
Иоланда Арагонская
 (1384—1443)
   │  │  
   │  ├─>
Людовик III Анжуйский
 (1403-1434), герцог Анжу и граф 
Прованса

   │  │  X 
Маргарита Савойская
 (1410-1479) 
   │  │   
   │  ├─>
Мария Анжуйская
 (1404-1463)
   │  │  X 
Карл VII
 (1403-1461), король Франции
   │  │   
   │  ├─>
Рене Добрый
 (1409-1480), герцог Лотарингии, Бара и Анжу, граф Прованса
   │  │  X 1)
Изабелла Лотарингская
 (1400-1453)
   │  │  X 2)
Жанна де Лаваль
 (1433-1498)
   │  │  │
   │  │  ├─1>
Жан II
 (1425-1470), герцог Лотарингии
   │  │  │  X 
Мария де Бурбон
 (1428-1448)
   │  │  │  │
   │  │  │  ├─>
Изабелла
 (1445-умерла в детстве)
   │  │  │  │
   │  │  │  ├─>
Рене
 (1446-умерла в детстве)
   │  │  │  │
   │  │  │  ├─>
Мария
 (1447-умерла в детстве)
   │  │  │  │
   │  │  │  ├─>
Жанна
 (ум. 1471)
   │  │  │  │
   │  │  │  ├─>
Никола I
 (1448—1473), герцог Лотарингии
   │  │  │  
   │  │  ├─1>
Луи
 (1427—1444), маркиз Понт-а-Муссон.  
   │  │  │  
   │  │  ├─1>
Иоланда
 (1428-1483), герцогиня Лотарингии и Бара 
   │  │  │  X 
Ферри II де Водемон
 (1417-1470), граф де Водемон.
   │  │  │  
   │  │  ├─1>
Никола
 (1428-умер в детстве), близнец Иоланды
   │  │  │  
   │  │  ├─1>
Маргарита Анжуйская
 (1430-1482) 
   │  │  │  X 
Генрих VI
 (1421—1471), король Англии
   │  │  │  
   │  │  ├─1>
Карл
 (1431-1432), граф де Гиз    
   │  │  │  
   │  │  ├─1>
Изабелла
 (1433-умерла в детстве)  
   │  │  │  
   │  │  ├─1>
Рене
 (1435-умер в детстве) 
   │  │  │  
   │  │  ├─1>
Анна
 (1437-умерла в детстве)  
   │  │    
   │  ├─>
Иоланда
 (1412—1440)  
   │  │  X 
Франциск I
 (1414—1450), герцог Бретонский
   │  │    
   │  ├─>
Карл IV
 (1414-1472), граф Мэна и граф де Гиз
   │     X 1)
Кобелла Руффо
 (ок.1415-1433/35)
   │     X 2)
Изабелла де Сен-Поль
 (ок.1424-1472) 
   │     │           
   │     ├─1>
Жан-Луи Марин
(1433-умер в детстве) 
   │     │
   │     ├─2>
Луиза
 (1445-1470)
   │     │  X 
Жак д’Арманьяк-Немур
 (1433-1477), герцог Немур. 
   │     │  
   │     ├─2>
Карл IV Анжуйский
 (1446/7-1481),герцог Анжу,граф Прованса.
   │     │  X 
Жанна Лотарингская
 (1458-1480)
   │    
   ├─>
Карл
 (1380-1404), граф Мэн, д"Этамп и де Жиан.
```